# Ellen Hamaker
Ellen Louise "EL" Hamaker (nascuda el 13 de febrer de 1974) és una psicòloga i estadística holandesa-nord-americana. Des del 2018 és professora titular a la Universitat d’Utrecht i ocupa la càtedra Anàlisi longitudinal de dades al Departament de Metodologia i Estadística. El seu treball se centra en el desenvolupament de models estadístics per a l’anàlisi de dades longitudinals intensives en psicologia, principalment en el marc del modelatge d’equacions estructurals i l’ anàlisi de sèries temporals.

## Biografia

### Educació
Hamaker va obtenir un batxiller i un màster en psicologia a la Universitat d'Utrecht, el 1997 i el 1999, respectivament. Es va doctorar en mètodes psicològics el 2004 a la Universitat d'Amsterdam, sota la supervisió de Peter Molenaar i Conor Dolan, per la seva tesi: "Anàlisi de sèries temporals i l'individu com a unitat d'investigació psicològica"

### Carrera acadèmica
El 2005 Hamaker es va convertir en becaria postdoctoral al Departament de Psicologia de la Universitat de Virgínia. Hamaker va tornar als Països Baixos el 2006, sent nomenada professora ajudant del Departament de Metodologia i Estadística de la Universitat d'Utrecht. Va ser ascendida a professora associada el 2011, abans de ser ascendida a professora titular amb la càtedra Longitudinal Data Analysis el 2018. Des del 2014 també és investigadora del grup de recerca de psicologia quantitativa i diferències individuals, KU Leuven, a Bèlgica.

### Investigació
Les primeres investigacions de Hamaker es van centrar en l'aplicació de tècniques de sèries temporals dins de la psicologia, per estudiar els processos que es desenvolupen dins dels individus al llarg del temps. L’augment de la disponibilitat de dades recollides mitjançant el mètode de mostreig d’experiències en psicologia va provocar un major interès per aquesta metodologia en la investigació psicològica aplicada. El més destacat dels seus treballs és la seva crítica al model de panell retardat en què proposa donar millor compte de les diferències estables de trets entre individus mitjançant l'ús de models multinivell amb interceptacions aleatòries. També és defensora del pensament intern de les persones en ciències socials, assenyalant que les conclusions basades en dades transversals no necessàriament es generalitzen als processos d'una persona en particular.
Des del 2015, Hamaker col·labora sovint amb Bengt O. Muthén i Tihomir Asparouhov en el desenvolupament del modelatge dinàmic d’equacions estructurals, un mòdul que permet l’ anàlisi de les sèries temporals bayesianes al paquet de programari Mplus.
Hamaker ha afirmat que l'objectiu principal de la seva investigació és establir una connexió entre tècniques estadístiques innovadores i investigació psicològica aplicada.

### Assoliments i premis
Al llarg de la seva carrera acadèmica, Hamaker ha estat editora associada de Multivariate Behavioral Research. El 2019 va ser nomenada membre de l'Associació per a la Ciència Psicològica.

## Vida personal
Hamaker és neta del científic holandès Hugo Christiaan Hamaker, destacat per les seves contribucions a la física (la constant de Hamaker) i les estadístiques.